# Relations entre le Cameroun et la Chine
Depuis l'établissement des relations diplomatiques officielles entre les deux pays en mars 1971, la coopération bilatérale entre le Cameroun et la Chine a pris de l'ampleur dans plusieurs domaines clés, tels que le commerce, les investissements industriels, l'agriculture, la santé, la construction d'infrastructures ou encore la défense.

## Historique
Le premier président du Cameroun, Ahmadou Ahidjo, se rend en Chine en 1973, seulement deux ans après l'officialisation des relations diplomatiques, pour rencontrer Mao Zedong; faisant de M. Ahidjo le premier chef d’État africain à se rendre en Chine après la révolution culturelle. Ahidjo est retourné à Pékin quatre ans plus tard pour rencontrer le successeur de Mao, Hua Guofeng.
Durant cette période, la coopération entre la Chine et le Cameroun se concentra sur des projets à forte visibilité, notamment en matière d’infrastructures et d’équipements gouvernementaux.
Ainsi, le gouvernement chinois participa à la construction du palais présidentiel de Yaoundé en 1977 et accorda au pays un prêt de 75 millions $ pour la construction du barrage de Lagdo en 1982.
Des accords furent également signés au cours des années 1970 et 1980 pour renforcer la coopération en matière de commerce et d’échanges culturels. Ces relations perdurent jusqu'à l'actuel président du pays, Paul Biya.
Mais ces relations Chine-Cameroun sont intimement et en premier lieu conditionnées à un soutien politique international systématique envers la Chine. Depuis les années 1970, le groupe des pays africains alliés à la République Populaire de Chine a permis à cette dernière, à treize reprises, de s'opposer à l'entrée de Taïwan au sein de l'ONU. C'est un des effets de la politique de la Chine unifiée mise en place depuis Mao Zedong.
Autre exemple, en 1995, avant un vote de la Commission des droits de l’homme des Nations unies (CDH) qui aurait condamné la Chine pour violations des droits de l’homme, le vice-premier ministre chinois de l’époque, Li Lanqing, effectue une visite officielle au Cameroun – alors membre de la CDH.
Le Cameroun vota contre la résolution, qui ne fut pas adoptée avec une marge d’une voix.
L'un des éléments clés des relations diplomatiques entre le Cameroun et la Chine est le soutien mutuel sur la scène internationale. La Chine appuie régulièrement les positions du Cameroun aux Nations unies et dans d'autres forums internationaux, tandis que le Cameroun soutient les intérêts de la Chine en Afrique.
En 2007, le premier Institut Confucius du pays ouvre à l’Institut des relations internationales du Cameroun, un organe de l’Université de Yaoundé II, qui forme notamment des diplomates camerounais depuis la seconde moitié du XXe siècle.
Le secteur hydroélectrique est un des secteurs clés de l'implantation économique chinoise au Cameroun. Le barrage de Lom Pangar, le plus grand de ce type au Cameroun, a été bâti par l’entreprise China Water and Electricity (CWE) et mis en service entre 2015 et 2017.
En 2019, le Cameroun soutient la candidature de la Chine à la présidence de l'Organisation de coopération et de développement économiques (OCDE), montrant ainsi son engagement sur le plan international.
En juillet 2020, lors de la session du Conseil des droits de l’homme de l’ONU (Genève, Suisse), 46 pays signent une lettre officielle de soutien à la politique chinoise relative aux Ouïghours, parmi lesquels le Cameroun.

## Économie
Selon le Centre d'études sur les relations sino-africaines (CSRSA, 2013), le volume des échanges commerciaux entre le Cameroun et la Chine a considérablement augmenté au cours des dernières années, passant de 500 millions de dollars américains en 2006 à plus de 3 milliards de dollars en 2012.
En 2018, la Chine était devenue le premier fournisseur du Cameroun avec 1 Md$ de biens et services importés, contre « seulement » 150 million $ exportés vers la Chine. Ces chiffres ont doublé depuis 2010.
La Chine au Cameroun dispose de capacités de projection économique importantes: Addax Petroleum (filiale du géant Sinopec) est le deuxième producteur de pétrole brut du Cameroun (30 % des parts de marché) ; le constructeur China Harbour Engineering Corporation (CHEC) est le maître d'œuvre du port de Kribi et adjudicataire du terminal à conteneur dans le consortium composé avec Bolloré Africa Logistics et CMA-CGM (2015). En 2018, 172 entreprises chinoises étaient installées au Cameroun, ce qui fait de la Chine le pays non africain le plus implanté (en nombre d'implantations).
Les importations chinoises se concentrent sur les matières premières : bois, coton et cacao principalement. En échange les exportations de la Chine vers le Cameroun étaient principalement liées à ses financements de développement technique et infrastructurelle au Cameroun : téléphones, télévisions, panneaux solaires, matériaux ferreux (barres, produits laminés) et engins mécaniques (notamment des turbines hydrauliques). En ce sens, on peut avancer que la Chine y réexporte, transformés, les matériaux qu'elle importe bruts notamment du continent africain, en maîtrisant au passage la valeur ajoutée appliquée aux matières premières.

## Militaire
Depuis la fin du XXe siècle, une ligne de coopération militaire émerge clairement entre les deux pays.
Au tournant des années 2000, des officiers de la marine camerounaise sont formés en Chine.
Le nombre de militaires Camerounais recevant une formation militaire en Chine augmente chaque année : la majorité d’entre eux passant de six mois à plusieurs années à l’université de la défense nationale de Pékin.

## Questionnements
Selon un rapport de l'IFRI (2022) : « Les relations sino-camerounaises ne pourraient être véritablement « gagnant-gagnant » qu’à deux conditions. D’une part, les acteurs camerounais et surtout l’État doivent établir des objectifs clairs et précis, et d’autre part, l’État doit prendre en compte la participation effective d’autres acteurs nationaux, qui sont très souvent négligés dans les processus de décision. »
De plus, toujours sur le plan économique, le degré d’endettement du Cameroun auprès de la Chine est à présent difficilement compatible avec une poursuite du lancement de nouveaux projets à un rythme aussi soutenu que celui des dernières décennies. Le président Biya s'est d'ailleurs rendu en Chine par deux fois en 2018 (mars et septembre) pour renégocier la dette globale du pays auprès des bailleurs de fonds chinois (notamment Exim bank).